# Lucia Klocová
Lucia Hrivnák Klocová (* 20. listopadu 1983, Martin) je bývalá slovenská atletka, věnující se běhu na 800 metrů a běhu na 1500 metrů. Její trenérem byl Pavel Slouka. Byla členkou klubu AK ZŤS Martin.

## Výkonnostní růst
Rok-čas
- 2011 - 1:59,65
- 2010 - 1:59,31
- 2009 - 1:59,79
- 2008 - 1:58,51
- 2007 - 1:58,62
- 2006 - 2:00,28
- 2005 - 2:00,64
- 2004 - 2:00,79
- 2003 - 2:00,60
- 2002 - 2:01,59
- 2001 - 2:03,06
- 2000 - 2:04,00

## Vrcholové akce

### Peking 2008
Na olympijských hrách v Pekingu 2008 postoupila z rozběhu časem 1:59,42 min. V semifinálovém běhu skončila 3. časem 1:58,80 min a do finále nepostoupila. Celkově obsadila 11. místo.

### Mistrovství Evropy v atletice 2010
V běhu na 800 metrů skončila na 4. místě, když doběhla o devět setin za bronzovou pozicí. V únoru roku 2017 však bylo sděleno, že ruské běžkyni Savinovové byl udělen čtyřletý zákaz činnosti, a to zpětně běžící od roku 2015, a musí navrátit všechny získané medaile z MS 2011 i 2013, ME 2010 a LOH v Londýně 2012. Klocová se tak po sedmi letech stala bronzovou medailistkou.

### Letní olympijské hry 2012
Na Letních olympijských hrách 2012 16. nejlepším časem 4:07,79 postoupila do semifinále v běhu na 1500 a zároveň vytvořila slovenský rekord. Ve finále původně obsadila osmé místo, po diskvalifikaci několika soupeřek v následujících letech jí patří místo čtvrté.
Sportovní kariéru ukončila v listopadu 2017. 